# Saint-Vincent (Pyrénées-Atlantiques)
Saint-Vincent ist eine französische Gemeinde mit 395 Einwohnern (Stand: 1. Januar 2022) im Département Pyrénées-Atlantiques in der Region Nouvelle-Aquitaine. Sie gehört zum Arrondissement Pau und zum  Kanton Vallées de l’Ousse et du Lagoin (bis 2015: Kanton Nay-Est).

## Geographie
Saint-Vincent liegt etwa 23 Kilometer südöstlich von Pau am Lagoin, einem Nebenfluss des Gave de Pau. Umgeben wird Saint-Vincent von den Nachbargemeinden Labatmale im Norden, Pontacq im Nordosten, Lamarque-Pontacq im Osten, Lourdes im Südosten, Labatmale im Südosten, Montaut im Süden und Südwesten, Coarraze im Westen sowie Bénéjacq im Nordwesten.

## Bevölkerungsentwicklung
| Jahr                      | 1962 | 1968 | 1975 | 1982 | 1990 | 1999 | 2006 | 2012 |
| Einwohner                 | 1302 | 1363 | 1350 | 1508 | 1587 | 1603 | 1783 | 1885 |
| Quelle: Cassini und INSEE |      |      |      |      |      |      |      |      |

## Sehenswürdigkeiten
- Kirche Saint-Vincent, Ende des 19. Jahrhunderts erbaut

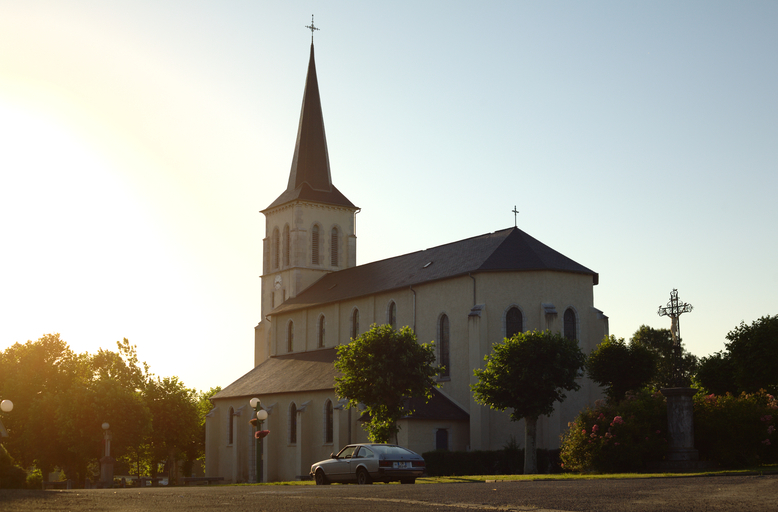
Kirche Saint-Vincent